# Melissa Ponzio
Pour les articles homonymes, voir Ponzio.
Melissa Ponzio, née le 3 août 1972 à New York, aux États-Unis, est une actrice américaine. Elle est notamment connue pour ses rôles de Melissa McCall dans Teen Wolf et celui de Karen dans The Walking Dead.

## Biographie
Melissa Ponzio, née le 3 août 1972 à New York, aux États-Unis.

### Vie privée
Elle est en couple avec Kenny Alfonso. Ils ont une fille, Jessy Alfonso.

## Filmographie

### Cinéma

#### Longs métrages
- 1999 : Atlanta Blue de David Heavener : Mona
- 2002 : The Greenskeeper (en) de Kevin Greene, Adam Johnson et Tripp Norton : Elena Rodriguez
- 2009 : Road Trip: Beer Pong de Steve Rash : La passagère
- 2010 : Bébé mode d'emploi (Life as We Know It) de Greg Berlanti : Victoria, la cousine strip-teaseuse
- 2010 : Upside (en) de Kenneth Horstmann : Dr Lisa Leinman
- 2013 : Undocumented Executive de Brian Kosisky : Anita Vasquez
- 2019 : Meurtres à Hollywood (Killer Reputation) de Ben Meyerson : Ramona Woodbury
- 2020 : Max and Me de Claire Andrew : Melissa
- 2021 : Thunder Force de Ben Falcone : Rachel Gonzales
- 2023 : Teen Wolf: The Movie de Russell Mulcahy : Melissa McCall
- 2024 : Teen Wolf: The Movie 2 de Russell Mulcahy : Melissa McCall

#### Courts métrages
- 2002 : White Bitch Down de Jon Hill : Monica
- 2002 : Petunia de John Levy : La réceptionniste
- 2006 : The $100 Short Shortde Mike Brune : Un kidnappeuse
- 2007 : Love Hurts de Robin M. Henry et Christopher Thomas : Une femme battue
- 2010 : The Tedious Existence of Terrell B. Howell de David Silverman : Lauren Richardson
- 2019 : Hatched de Rachel Annette Helson : Kay
- 2020 : Miranda of Mind de Bianca Ahonor : Dr Naomi Hagen
- 2023 : Popular Theory d'Ali Scher : Mme Idle

### Télévision

#### Séries télévisées
- 2001 - 2002 : Dawson (Dawson's Creek) : Robin Ellsworth (saison 4, épisode 16) / Une étudiante (saison 6, épisodes 1 et 2)
- 2003 - 2004 : Les Frères Scott (One Tree Hill) : Alice (saison 1, épisodes 3, 4 et 17)
- 2006 : Surface : Ann Tracy (saison 1, épisodes 11 et 12)
- 2006 : Thief : L'hôtesse de l’air (saison 1, épisode 5)
- 2007 : K-Ville : Yasmine Quaid (saison 1, épisode 5)
- 2007 : October Road : Une femme (saison 1, épisode 1)
- 2007 - 2009 : American Wives (Army Wives) : Angie
- 2008 : Little Britain USA : Barbara (saison 1, épisode 3)
- 2009 : Drop Dead Diva : Selette Garner (saison 1, épisode 3)
- 2009 : Vampire Diaries (The Vampire Diaries) : Daphne (saison 1, épisode 10)
- 2010 : Les Experts (CSI: Crime Scene Investigation) : Sasha Katsaros (saison 10, épisode 16)
- 2010 : Past Life : le Dr Steen (saison 1, épisode 5)
- 2010 : The Gates : Gloria Bennett (saison 1, épisode 6)
- 2011 - 2017 : Teen Wolf : Melissa McCall
- 2011 : Franklin and Bash : Annie Ross (saison 1, épisode 1)
- 2011 : La Diva du divan (Necessary Roughness) : Lisa Genovese (saison 1, épisode 2)
- 2011 : NCIS : Enquêtes spéciales (NCIS) : Drew Turner (saison 9, épisode 4)
- 2011 : Les Experts : Miami (CSI: Miami) : Kathy Jennings (saison 10, épisode 11)
- 2012 : Touch : Gwen Davis (, épisode 12)
- 2013 : The Walking Dead : Karen (saisons 3 et 4, 7 épisodes)
- 2013 : Following (The Following) : Inspectrice Joan Garcia (saison 1, épisode 1)
- 2013 : Banshee : Jocelyn Frears (saison 1, épisodes 2 et 6)
- 2013 : Second Generation Wayans : Lorin Sandler (saison 1, épisodes 5 et 6)
- 2014 - 2021 : Chicago Fire : Donna Robbins-Boden
- 2021 : The First Wives Club : Robin
- 2022 : The Girl from Plainville : Carolyn
- 2023 : Die Hart : Debra Simon
- 2024 : Reasonable doubt : Lucy Wargo

#### Téléfilms
- 2005 : Warm Springs de Joseph Sargent : Lucy Mercer
- 2009 : Mariage en blanc (My Fake Fiancé) de Gil Junger : Une vendeuse
- 2010 : Trois Bagues au doigt (Marry Me) de James Hayman : Erica (1re partie)
- 2011 : Natalee Holloway : La Détresse d'une mère (Justice for Natalee Holloway) de Stephen T. Kay : Debra Stanville
- 2013 : Mary et Martha : Deux mères courage (Mary and Martha) de Phillip Noyce : Alice
- 2018 : Meurtre d'une cheerleader (Cheerleader Nightmare) de Danny J. Boyle : Paula